# Línia evolutiva d'Electrike
Aquesta línia evolutiva de Pokémon inclou Electrike i Manectric.

## Electrike
Electrike és una de les espècies que apareixen a la franquícia Pokémon, una sèrie de videojocs, anime, mangues, llibres, cartes col·leccionables i altres mitjans que va ser inventada per Satoshi Tajiri i ha generat milers de milions de dòlars en beneficis per a Nintendo i Game Freak. És de tipus elèctric i evoluciona a Manectric.

## Manectric
Manectric és una de les espècies que apareixen a la franquícia Pokémon, una sèrie de videojocs, anime, mangues, llibres, cartes col·leccionables i altres mitjans que va ser inventada per Satoshi Tajiri i ha generat milers de milions de dòlars en beneficis per a Nintendo i Game Freak. És de tipus elèctric i evoluciona d'Electrike.
Segons GamesRadar+, el disseny d'aquest Pokémon es basa en els raiju del folklore japonès.